# Братково (Вологодская область)
Братково — село в Шекснинском районе Вологодской области.
Входит в состав сельского поселения Любомировского, с точки зрения административно-территориального деления — в Любомировский сельсовет.
Расстояние по автодороге до районного центра Шексны — 28 км, до центра муниципального образования Любомирово — 7,6 км. Ближайшие населённые пункты — Первино, Цибино, Толстиково.
По переписи 2002 года население — 91 человек (39 мужчин, 52 женщины). Всё население — русские.